# Laguna Seca (Texas)
Laguna Seca è un census-designated place degli Stati Uniti d'America situato nella contea di Hidalgo dello Stato del Texas.
La popolazione era di 266 persone al censimento del 2010. Fa parte dell'area metropolitana di McAllen–Edinburg–Mission.

## Geografia fisica
Laguna Seca è situata a 26°16′41″N 97°55′28″W (26.278125, -97.924395).
Secondo lo United States Census Bureau, ha un'area totale di 2,2 miglia quadrate (5,7 km²).

## Società

### Evoluzione demografica
Secondo il censimento del 2000, c'erano 251 persone, 68 nuclei familiari e 62 famiglie residenti nella città. La densità di popolazione era di 111,4 persone per miglio quadrato (43,1/km²). C'erano 75 unità abitative a una densità media di 33,3 per miglio quadrato (12,9/km²). La composizione etnica della città era formata dal 75,70% di bianchi, lo 0,40% di afroamericani, il 3,19% di nativi americani, il 19,92% di altre razze, e lo 0,80% di due o più etnie. Ispanici o latinos di qualunque razza erano il 98,80% della popolazione.
C'erano 68 nuclei familiari di cui il 36,8% aveva figli di età inferiore ai 18 anni, il 67,6% aveva coppie sposate conviventi, il 17,6% aveva un capofamiglia femmina senza marito, e il 7,4% erano non-famiglie. Il 4,4% di tutti i nuclei familiari erano individuali e l'1,5% aveva componenti con un'età di 65 anni o più che vivevano da soli. Il numero di componenti medio di un nucleo familiare era di 3,69 e quello di una famiglia era di 3,84.
La popolazione era composta dal 34,3% di persone sotto i 18 anni, il 7,2% di persone dai 18 ai 24 anni, il 27,1% di persone dai 25 ai 44 anni, il 18,3% di persone dai 45 ai 64 anni, e il 13,1% di persone di 65 anni o più. L'età media era di 30 anni. Per ogni 100 femmine c'erano 112,7 maschi. Per ogni 100 femmine dai 18 anni in giù, c'erano 98,8 maschi.
Il reddito medio di un nucleo familiare era di 29.063 dollari e quello di una famiglia era di 30.000 dollari. I maschi avevano un reddito medio di 28.750 dollari contro i 20.250 dollari delle femmine. Il reddito pro capite era di 9.282 dollari. Circa il 26,1% delle famiglie e il 37,1% della popolazione erano sotto la soglia di povertà, incluso il 29,5% di persone sotto i 18 anni di età e il 52,2% di persone di 65 anni o più.